# اضمحلال ألفا

انطلاق جسيم ألفا أثناء تحلل نواة أحد العناصر التي تتسم بالنشاط الاشعاعي ألفا

تحلل ألفا هو أحد الظواهر الأولى التي اكتشفت عن ظاهرة النشاط الإشعاعي. وقد اكتشفت تلك الظاهرة التي تختص بها العناصر الثقيلة مثل البولونيوم واليورانيوم بأنها تطلق من ذاتها أشعة ألفا . وتتحول تلك العناصر المشعة إلى عناصر أخرى مشعة أخف منها في العدد الذري، ولا تزال تلك العناصر تطلق أشعة ألفا وتفقد من وزنها وتتغير من عنصر إلى عنصر، حتي تصل إلى عنصر الرصاص، وهو عنصر مستقر .
ونأتي هنا بتحلل عنصر السماريوم Sm إلى عنصر النيوديميوم Nd:
{\displaystyle {}_{62}^{146}\mathrm {Sm} \to {}_{60}^{142}\mathrm {Nd} +{}_{2}^{4}\mathrm {He} +2{,}45\,\mathrm {MeV} }.
يتحلل السماريوم ووزنه الذري 146 إلي عنصر النيوديميوم ووزنه الذري 142 بإطلاق جسيم ألفا . جسيم ألفا وزنه الذري 4 ولهذا نجد أن الفارق في وزن السماريوم والنيودينوم = 146 - 142 = 4 وهو وزن جسيم ألفا . وبملاحظة العدد الذري للإثنين نجد الفارق =62 - 60 = 2 أي عدد 2 من البروتونات، وهما تماما عدد البروتونات التي تركت نواة السماريوم مع الجسيم ألفا . بالإضافة إلي ذلك نجد أن تحلل عنصر السماريوم أدى إلى انطلاق طاقة قدرها 45و2 MeV . هذه الطاقة تظهر على هيئة الحركة التي تندفع بها كلا من ذرة النيودينيوم وجسيم الألفا.
سبب التحلل يرجع إلى رغبة نواة السماريوم في الوصول إلى حالة أقل من الطاقة المخزونة فيها، وقد فعلت ذلك بإطلاق جسيم ألفا ووكذلك بطاقة مصحوبة به . ولكن نواة النيودينيوم الناتجة لا زالت في حالة إثارة، ولكي تصل إلى وضع استقرارها وهو يسمى الحالة الأرضية لها، فهي تتخلص من تلك الطاقة الزائدة عن طريق إطلاقها لشعاع غاما ، ومن المعروف أن أشعة غاما ليست لها كتلة، فهي من نوع الموجات الكهرومغناطيسية .
وتكملة لما حدث نجد أن السماريوم فقد في نفس الوقت 2 من الإلكترونات من أغلفته الذرية (لأن نواته فقدت 2 بروتون )،
وطبقا لقانون احتفاظ الشحنة الكهربائية ، فإن جسيم ألفا سوف يقتني اثنين من الإلكترونات في وقت ما، عندما يتوقف عن الحركة جراء اصتدامه بذرات الوسط الذي يطير فيه، ويصبح متعادلا كهربائيا مكونا ذرة هيليوم .
هذا أحد أمثلة تحلل الألفا، ونجد هذا كثيرا في الطبيعة بين العناصر المشعة التي تتلو اليورانيوم ووالثوريوم في الجدول الدوري، وكلها عناصر ذات وزن ذري عال، أنويتها مليئة بالبروتونات المتنافرة من بعضها، وتنتهز الفرصة عندما تحين للتخلص من بعض منها، عن طريق التحلل ألفا. وعندما يتحلل اليورانيوم والثوريوم فإنهما ينتجان عنصرين أخف منهما مثل الراديوم والرادون . وهؤلاء يتحللون بدورهم حتى يصلوا إلي عنصر الرصاص وهو عنصر مستقر . ويختلف مقدار الطاقة المطلقة التابعة لهذا التحلل من عنصر إلى عنصر، وهي تبلغ عادة من 2 MeV إلى 5 MeV.
- يتسم تحلل ألفا بما يسمى عمر النصف . وهذا الوقت يـُعد لبعض العناصر بالسنوات ولعناصر أخرى قد يكون نصف عمرها أياما أو حتى ثوان قليلة . وتعريف هذا النصف عمر بأنه الوقت الذي يتحلل فيه نصف عدد ذرات ذلك العنصر . أي إذا كان لدينا 1 جرام من السماريوم فإن نصف عمره هو الوقت الازم لكي يتحلل فيه 1\2 جرام منه . وتوجد جداول خاصة لذلك لجميع العناصر تعطينا نصف عمر كل واحد منها بكل دقة .
- وقد حققت ميكانيكا الكم نجاحا كبيرا بأن استطاعت حساب أنصاف عمر العناصر التي تتحلل عن طريق أشعاع جسيمات ألفا بدقة كبيرة . الشيء الذي لم تستطيعه الميكانيكا الكلاسيكية. وكانت السنوات 1923 حتى 1930 هي بدء نجاحات الديناميكا الجديدة المسماة بديناميكا الكم التي يرجع تطويرها إلى علماء مثل هايزنبرج الألماني، وشرودنجر النمساوي، وديراك.